# متغير فئوي
المتغير الفئوي (ويسمى أيضًا المتغير النوعي) هو في الإحصاء متغير يمكن أن يأخذ قيمة من قيم محتملة، وعادة ما يكون ثابتًا. يشار إلى المتغيرات الفئوية في علوم الحاسوب وبعض فروع الرياضيات بالتعدادات أو الأنواع المعدودة.
البيانات الفئوية هي نوع بيانات الإحصاء التي تتكون من متغيرات فئوية أو من البيانات التي حُولّت إلى هذا النموذج، على سبيل المثال إلى بيانات مجمعة. وبشكل أكثر تحديدًا، قد تُستخلص البيانات الفئوية من الملاحظات التي تُجرى على البيانات النوعية التي تُستخلص أعدادً أو جداول طوارئ أو من ملاحظات البيانات الكمية المجمعة ضمن فترات زمنية معينة. في كثير من الأحيان، تُلخص البيانات الفئوية البحتة في شكل جدول طوارئ. ومع ذلك، خاصة عند النظر في تحليل البيانات، فمن الشائع استخدام مصطلح «البيانات الفئوية» للتطبيق على مجموعات البيانات التي، مع أنها تحتوي على بعض المتغيرات الفئوية، قد تحتوي أيضًا على متغيرات غير فئوية.